# جيمي تاماندي
جيمي تاماندي (بالسويدية: Jimmy Tamandi)‏ (12 مايو 1980 بمالمو في السويد - ) هو لاعب كرة قدم سويدي في مركز الظهير. شارك مع منتخب السويد تحت 21 سنة لكرة القدم ومنتخب السويد لكرة القدم. أما مع النوادي، فقد لعب مع أيك سولنا ونادي ساليرنيتانا ونادي لين ونادي مالمو ونادي بوتنزا وغايس غوتنبرغ.

## روابط خارجية
- جيمي تاماندي على موقع اتحاد السويد (السويدية)
- جيمي تاماندي على موقع قاعدة بيانات كرة القدم.إي يو (الإنجليزية)
- جيمي تاماندي على موقع ناشيونال فوتبول تيمز (الإنجليزية)
- جيمي تاماندي على موقع Soccerway.com (الإنجليزية)
- جيمي تاماندي على موقع عالم كرة القدم.نت (الإنجليزية)